# Pati
El pati o patí (en inglés, patty) es una empanada rebozada u horneada, rellena de carne, papas u otros ingredientes, generalmente picante. Son muy consumidos en Jamaica, de donde son originarios, y de ahí se ha difundido a otras zonas del Caribe como las áreas costeras de Panamá, Costa Rica y Nicaragua. Antes de cocinarse, a menudo los patis se pintan de una mezcla de yema de huevo y cúrcuma para obtener su característico color amarillo anaranjado.
En Limón, los patis, junto con el bon]] y el bami (tortillas de yuca), son los más populares «bocaditos», es decir, comidas callejeras.

## Etimología
Patty quiere decir hamburguesa. Es en el dialecto jamaicano o patois en el que se refiere a esta empanada. Por esto para diferenciarse, se suele hablar del Jamaican patty, a pesar de que en Jamaica se le llama simplemente patty. Esta palabra proviene del córnico pasti, mismo origen etimológico que el paste mexicano. A su vez, probablemente provenga de la palabra francesa pâté.

## Historia

### Jamaica

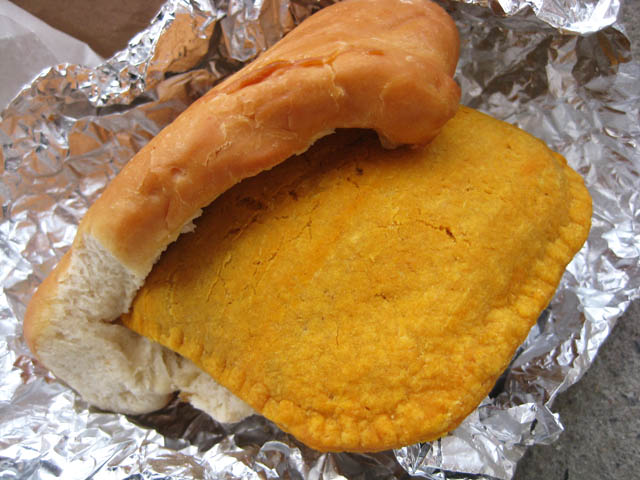
Patty entre panes de coco

Los patties tienen una gran tradición en Jamaica. Fueron introducidos por inmigrantes de Cornualles, en Gran Bretaña, quienes combinaron el patty con comino, curry y cayena traídos por los trabajadores indios y esclavos africanos que también llegaron masivamente a la isla.
En Jamaica, el patty se rellena tradicionalmente con carne de res molida y sazonada, aunque también pueden incluir pollo, cerdo, cordero, verduras, camarones, langosta, pescado, soya, akí o queso. Se sirve como plato único, especialmente si se come con coco bread. También se preparan patties de un solo bocado llamados cocktail patties. 

### Costa Rica
Mucha de la etnia afrocaribeña en las costas orientales de Costa Rica tienen su origen en Jamaica. Fue con la construcción del ferrocarril al Atlántico (1890-1895), durante la administración del presidente Tomás Guardia Gutiérrez, que familias de trabajadores jamaiquinos migraron a la provincia de Limón, donde finalmente se asentaron. La cocina jamaicana ha dejado una notable impronta en la gastronomía limonense: el rondón, el akí, el bon, el calalú o el pati son algunos ejemplos. El pati limonense se diferencia en que incluye el chile panameño autóctono.

Lugar de honor ocupa el patí, palabra que asociamos de inmediato con el viejo ferrocarril al Atlántico, al que llegaban las señoras jamaiquinas con sus canastas con servilletas de colores colmadas de los deliciosos pastelitos. El patí es un pastelito relleno con carne, aromatizado con chile picante (Panama pepper), que se hornea y adquiere un tono dorado muy apetitoso.
La magia de la cocina limonense (1991), Marjorie Ross

El pati, alimento de producción casera relativamente barato y fácil de elaborar, era consumido diariamente por los limonenses en reuniones familiares, fiestas y actividades sociales. De igual manera, el consumo de este producto se volvió también una manera de sobrevivir, puesto que las madres limonenses lo cocinaban y lo vendían a los trabajadores del ferrocarril, de las compañías bananeras y en general, a los no familiarizados con el pati, como una forma de permitir la subsistencia económica de la familia. Este comercio del pati se vio ampliamente potenciado con el inicio del funcionamiento del ferrocarril, de modo que las mujeres limonenses se establecían en las estaciones a lo largo de la vía férrea para vender el producto. Esto también sirvió para crear una estampa tradicional del Caribe costarricense que algunos pintores y fotógrafos retrataron en sus obras especialmente durante los años 1930: el de la mujer limonense con sus canastas de mimbre y sus servilletas de colores vendiendo pati a los pasajeros del tren.
Para antes de 1949, el comercio del pati se había establecido con firmeza en la ciudad de Limón, de modo que se comerciaba en pequeños restaurantes, panaderías y sodas (fondas), o bien, se vendía en la calle. Luego de la Guerra Civil de Costa Rica en 1948, la provincia de Limón se integró más al resto del país, permitiendo la extensión del comercio del pati fuera de la región caribeña. La apertura de la ruta 32 hacia San José en 1987 permitió el aumento de visitantes a la provincia de Limón y también la inmigración de limonenses hacia el Valle Central, lo que popularizó elementos de la cultura afrocaribeña, entre ellos el pati.
En la actualidad, el pati es uno de los platillos más apreciados por el costarricense y quizás el más representativo de la cocina limonense. Ha pasado a convertirse en alimento de venta común en sodas, calles, aceras, gimnasios, estaciones de autobús y, sobre todo, en estadios de fútbol (deporte predilecto del costarricense), donde es particularmente apreciado por la fanaticada, siendo común observar vendedores ambulantes (afrodescendientes o no) con sus canastas de mimbre vendiendo pati.

### Reino Unido, Estados Unidos, Canadá
La gran diáspora jamaicana tiene mucha presencia en las grandes ciudades de los países anglófonos, principalmente en Canadá, los Estados Unidos y el Reino Unido. En este último, los pattys se encuentran sobre todo en Birmingham, Mánchester, Londres, etc. Los jamaicanos británicos tienden a preparar el patty con una masa que se parece más a la suet pastry inglesa, y a menudo se hace con margarina o mantequilla, que proporciona la masa hojaldrada, y curry en polvo mezclado con cúrcuma, para darle el color amarillo.
En las décadas de 1960 y 1970 muchos jamaicanos emigraron también a Toronto, Montreal, Washington D. C. y otras muchas ciudades en Norteamérica, de manera que hoy en día es fácil ver patties en zonas periféricas de Nueva York, con alta población antillana.

### Filipinas
Se lanzaron al mercado filipino alrededor del año 2000 y se han vuelto muy populares. Los rellenos de patty más vendidos en Filipinas incluyen carne de res, cerdo, pollo y, posteriormente atún.